# Гаридов, Николай Петрович
Николай Петрович Гаридов (1946—2002) — советский и российский военачальник, генерал-лейтенант, участник войны в Приднестровье и Второй чеченской войны.

## Биография
Родился 26 июня 1946 года в селе Новосельское (Новосельского района) Грозненской области (ныне — Ачхой-Мартан Чеченской Республики) в многодетной (9 детей) крестьянской семье. С раннего возраста трудился в родительском хозяйстве. Позднее переехал на родину родителей, в село Пролысово Навлинского района Брянской области. После окончания Пролысовской семилетней школы в 1959 году и Навлинской средней школы № 1 в 1964 году Гаридов трудился на заводе, освоил рабочую специальность формовщика.
В ноябре 1965 года Гаридов был призван на службу в Военно-морской флот СССР и направлен в гвардейский полк морской пехоты Краснознамённого Балтийского флота. Оттуда в 1966 году сержант Гаридов подал рапорт о направлении его в Казанское высшее танковое командное училище. В 1970 году окончил это учебное заведение, после чего служил в различных танковых частях Группы советских войск в Германии. Был командиром взвода, роты, и уже спустя три года после окончания училища занял должность начальника штаба танкового батальона.
В 1975 году Гаридов был направлен в Военную академию бронетанковых войск. Во время учёбы неоднократно участвовал в военных парадах в качестве знаменосца академии. В 1978 году окончил это учебное заведение, после чего был направлен для дальнейшего прохождения службы в Забайкальский военный округ. Был заместителем командира танкового полка, а в 1980 году стал командиром 4-го гвардейского танкового Минского Краснознамённого, орденов Суворова и Кутузова полка 2-й гвардейской танковой дивизии (Чойбалсан, МНР). Благодаря должному вниманию, которое Гаридов уделял вопросам боевой подготовки. ему удалось вывести свою часть в число лучших во всём округе. В 1982 году он стал командиром 2-й гвардейской танковой дивизии. Под его руководством танкисты осваивали новую танковую технику в суровых дальневосточных условиях. В 1989 году Гаридов был направлен на учёбу в Военную академию Генерального штаба Вооружённых сил СССР. Воинские звания майора, подполковника и полковника получил досрочно.

## После распада СССР
В 1991 году Гаридов окончил академию. Вскоре после начала войны в Приднестровье он был назначен на должность заместителя командира 14-й гвардейской общевойсковой армии, дислоцировавшейся до распада СССР в Молдавской ССР, а с началом боевых действий принявшей в них активное участие. В июне-июле 1992 года сыграл значительную роль в обороне города Бендеры — столицы Приднестровской Молдавской Республики — от войск президента Молдовы Мирчи Снегура. Лично организовывал оборону военных городков, где жили российские военные и их семьи, а также размещались склады с оружием, боеприпасами и боевой техникой.
В конце 1992 года Гаридов был отозван в Россию и назначен на должность заместителя по боевой, морально-психологической подготовке и вузам командующего войсками Дальневосточного военного округа. В годы сокращения Вооружённых сил, многомесячной задержки денежного и прочих видов довольствия, бытовой неустроенности военнослужащих из-за недофинансирования армии сумел на должном уровне сохранить боевую подготовку.
В сентябре 1999 года Гаридов направлен в Таджикистан в качестве главного военного советника. В этой республике за два года до того завершилась кровопролитная гражданская война, однако боевые столкновения с незаконными вооружёнными формированиями продолжались. Будучи главным представителем Вооружённых сил Российской Федерации в этой республике, он осуществлял руководство операциями по разгрому группировок, внеся значительный вклад в налаживание мирной жизни в Таджикистане.
Вернувшись в Россию, в 2000 году Гаридов по предложению своего старого сослуживца В. В. Тихомирова (недавно назначенного Главнокомандующим внутренними войсками МВД России) был переведён в внутренние войска Министерства внутренних дел Российской Федерации, где был назначен заместителем по боевой подготовке главнокомандующего Внутренними войсками. С января 2001 года — первый заместитель главнокомандующего внутренними войсками МВД России. Многократно выезжал на Северный Кавказ, где части МВД принимали активное участие в восстановлении конституционного порядка. С октября 2001 года исполнял обязанности командующего группировкой Внутренних войск в составе ОГВ(с) на Северном Кавказе. Лично руководил операциями по уничтожению формирований сепаратистов, осуществлял взаимодействие с другими родами войск. 27 января 2002 года при очередном вылете в расположение частей МВД вертолёт Ми-8, на котором находился Гаридов и ряд других высокопоставленных офицеров Министерства, был подбит ракетой «земля-воздух» и рухнул на землю. Все находившиеся на борту погибли. Похоронен в Москве.

## Награды
- Орден «За военные заслуги»
- Орден «За личное мужество»
- Орден «За службу Родине в Вооружённых Силах СССР» 3-й степени[4]
- Медали

## Память
- Имя генерала Гаридова присвоено самолёту отдельного смешанного авиационного полка МВД России, дислоцировавшегося на аэродроме «Ермолино» в Калужской области[5].
- Мемориальная доска в память о Гаридове установлена на здании Пролысовской семилетней школы.